# 二十山部屋
二十山部屋（はたちやまべや）は、明治後期から昭和初期、および平成期に存在した日本相撲協会の相撲部屋。最後は出羽海一門に所属していた。

## 高砂から独立
高砂部屋の第17代横綱小錦八十吉が独立して創設（1901年〈明治34年〉）した部屋で、その弟子の山泉の2代目小錦八十吉が継承し、大関千葉ヶ嵜俊治、清水川元吉、関脇若葉山鐘らを育てたが、清水川は追手風部屋を創設して独立したこともあって、1943年（昭和18年）3月に師匠が亡くなると部屋は閉鎖、弟子たちは双葉山道場（後の時津風部屋）に預けられた。
その後、二十山の名跡は時津風部屋の関脇青ノ里盛が継承していたが、所属していた立田川部屋の師匠、元横綱鏡里喜代治が停年を迎えた際に、立田川を引き継ぐことになったので、二十山の名跡は、時津風一門を離れた。

## 三保ヶ関から独立
三保ヶ関部屋の元大関北天佑勝彦が、1994年（平成6年）五月場所後の6月1日に弟子6人を連れて創設した。ロシア出身の白露山佑太を幕内に昇進させ、これからの発展が期待されたが、2006年（平成18年）6月23日に二十山が死去。これに伴い所属力士と呼出が、兄弟子だった第55代横綱北の湖敏満の北の湖部屋に移籍し、部屋は閉じられた。
現在、二十山の名跡を襲名しているのは春日野部屋の部屋付き親方の一人、元小結・栃乃花である。

### 最終所在地
- 東京都墨田区立川2-1-18
  - 都営地下鉄新宿線菊川駅下車徒歩3分
  - 北天佑没後も夫人と次女の有希奈はそのまま住んでおり、貴景勝光信（大関・常盤山部屋）と結婚した後も新居として使っており、稽古場も部屋が存在していた当時と同様に利用している[1]。